# Harun Doğan
Harun Doğan (* 1976 in Kahramanmaraş) ist ein ehemaliger türkischer Ringer. Er war 1999 Welt- und Europameister im freien Stil im Bantamgewicht.

## Werdegang
Harun Doğan begann als Jugendlicher 1986 mit dem Ringen. Er gehörte dem Sportclub Halen Belediyesi Gebze an und wurde zunächst von Mohames Oruç und dann von Avni Tarhani, einem der besten türkischen Trainer, trainiert. Als Erwachsener startete der 1,65 Meter große Athlet immer im Bantamgewicht (bis 57 bzw. 58 kg Körpergewicht), wozu er vor jedem Wettkampf stets bis zu 7 kg abtrainieren musste. Er rang ausschließlich im freien Stil.
Auf der internationalen Ringermatte war er bereits im Juniorenalter sehr erfolgreich. 1990 wurde er in Szombathely Junioren-Europameister (Cadets = Altersklasse bis zum 16. Lebensjahr) in der Gewichtsklasse bis 43 kg KG und 1991 in Alma, Kanada, Junioren-Weltmeister (Cadets) in der Gewichtsklasse bis 47 kg KG. 1992 wurde er in Cali, Kolumbien, in der Gewichtsklasse bis 50 kg KG Vize-Weltmeister bei den Junioren (Juniors = Altersgruppe bis zum 18. Lebensjahr) und 1994 in Kourtane/Finnland im Bantamgewicht erneut Vize-Europameister bei den Junioren (Espoirs = Altersgruppe bis zum 20. Lebensjahr).
Bei den Senioren begann er im Jahre 1995 mit einem 5. Platz bei der Europameisterschaft im schweizerischen Fribourg. Bei der Weltmeisterschaft des gleichen Jahres in Atlanta steigerte er sich weiter und gewann dort im Bantamgewicht hinter Terry Brands aus den Vereinigten Staaten u. Guivi Sissaouri aus Kanada die WM-Bronzemedaille. Bei der Europameisterschaft im Jahre 1996 in Budapest verlor er nach vier Siegen im Finale gegen Serafim Barzakow aus Bulgarien und wurde damit Vize-Europameister. Bei den Olympischen Spielen 1996 in Atlanta verlor er in der 1. Runde gegen den Nordkoreaner Ri Yong Sam nach Punkten. Danach startete er eine Siegesserie und schlug Talata Embalo aus Guinea-Bissau, Michele Liuzzi aus Italien, Arif Abdullayev aus Aserbaidschan, Alexander Gusow aus Belarus und Šaban Trstena aus Makedonien. Wegen des damals gültigen Reglements konnte er trotz dieser Siege nur mehr um die olympische Bronzemedaille kämpfen. In diesem Kampf traf er kurioserweise wieder auf Ri Yong Sam und verlor wieder nach Punkten, womit für ihn nur der undankbare 4. Platz blieb.
Im Jahre 1997 erzielte Harun Doğan, bis auf den Sieg bei den Mittelmeer-Spielen in Bari, schwache Ergebnisse. Bei der Europameisterschaft dieses Jahres in Warschau verlor er gegen Musa Saidubataow aus der Ukraine und gegen Murad Umachanow aus Russland jeweils nach umstrittenen Kämpfen in der Verlängerung, womit er ausschied und nur den 15. Platz belegte. Bei der Weltmeisterschaft in Krasnojarsk erzielte er zwar zwei Siege, schied aber nach Niederlagen gegen Jung Jin-Hyuk aus Südkorea und Arif Abdullayew aus, und erreichte nur den 13. Platz.
Im Jahre 1998 ging es nach einem 8. Platz bei der Europameisterschaft in Bratislava, wo er in der 4. Runde überraschenderweise gegen den Rumänen Adrian Stratu verlor, wieder aufwärts. Bei den Goodwill-Games in New York erreichte er hinter Mohammad Talaee aus dem Iran schon den 2. Platz und den gleichen Platz belegte er auch bei der Weltmeisterschaft in Teheran, wo er mit Murad Umachanow aus Russland, Sanshiro Abe aus Japan, Murat Mambetow aus Kasachstan und Guivi Sissaouri zunächst vier Weltklasse-Athleten besiegte, ehe er im Finale auf Alireza Dabir aus dem Iran traf. In einem ausgeglichenen Gefecht stand es nach Ende der Verlängerung nach techn. Punkten 2:2, so dass das Kampfgericht entscheiden musste, das dem Einheimischen Dabir den Sieg schenkte. Harun Doğan wurde aber immerhin Vize-Weltmeister.
1999 war dann das erfolgreichste Jahr von Harun Doğan. Er wurde zunächst in Minsk mit vier Siegen Europameister im Bantamgewicht. Er besiegte dabei im Halbfinale Otar Tuschischwili aus Georgien und im Finale Michele Liuzzi aus Italien. Auch bei der Weltmeisterschaft dieses Jahres in Ankara triumphierte er und gewann mit sechs Siegen in überlegenem Stil den Weltmeistertitel. Im Finale schlug er dabei Alireza Dabir, seinen Bezwinger von 1998, überlegen nach Punkten.
Im Jahre 2000 konzentrierte er sich ganz auf die Olympischen Spiele in Sydney. Ihm gelangen dort zunächst Siege über Octavian Cuciuc aus Rumänien und Damir Sachartinow aus Usbekistan. Dabei verletzte er sich aber und konnte zu seinem nächsten Kampf gegen Murad Ramasanow aus Russland nicht mehr antreten. Er schied dadurch aus und kam nur auf den 15. Platz. Noch schlechter erging es ihm bei der Weltmeisterschaft 2001 in Sofia, denn dort unterlag er gegen Əbil İbrahimov aus Aserbaidschan und Hiroki Sekikawa aus Japan und landete auf dem 30. Platz.
Danach verstrickte sich Harun Doğan in eine Dopingaffäre und war von 2002 bis 2004 gesperrt. Kurz vor den Olympischen Spielen 2004 in Athen war er wieder startberechtigt und ging dort in der Bantamgewichtsklasse (seit 2002 bis 55 kg KG) an den Start. Er konnte in Athen aber die lange Pause im internationalen Wettkampfgeschehen nicht kompensieren, schied frühzeitig aus und erreichte nur den 20. Platz. Danach trat er vom internationalen Wettkampfsport zurück.
Bei den türkischen Meisterschaften 2005 wurde er erneut des Dopings überführt. Der Nachweis von Methenolon und Ephedrin führte zu einer lebenslangen Sperre.

## Internationale Erfolge
| Jahr | Platz | Veranstaltung                              | Gewichtsklasse | |
| 1990 | 1.    | Junioren-EM (Cadets) in Szombathely        | bis 43 kg KG   | vor Abbas Haj Kenari, Iran u. Hassan Aschabow, UdSSR |
| 1991 | 1.    | Junioren-WM (Cadets) in Alma/Kanada        | bis 47 kg KG   | vor Stephen Higgins, USA u. Anil Kumar, Indien |
| 1992 | 2.    | Junioren-WM (Juniors) in Cali/Kolumbien    | bis 50 kg KG   | hinter Chan Yul Chou, Südkorea u. vor Marjinder Singh, Indien u. Kurbanali Batirow, Russland |
| 1994 | 2.    | Junioren-EM (Espoirs) in Kourtane/Finnland | Bantam         | hinter Aram Margarjan, Armenien u. vor Leonid Tschutschunow, Russland |
| 1994 | 3.    | „Yasar-Dogu“-Memorial in Istanbul          | Bantam         | hinter Ismail Zurnacci, Türkei u. Aslambek Fidarow, Ukraine |
| 1995 | 1.    | „Yasar-Dogu“-Memorial in Ankara            | Bantam         | vor Ismail Zurnacci u. Alambek Fidarow |
| 1995 | 1.    | Grosser Preis von Deutschland in Leipzig   | Bantam         | vor Ismail Zurnacci u. Metin Topaktas, bde. Türkei, Juri Senjuk, Russland u. Wanu Kuschitaschwili, Deutschland |
| 1995 | 5.    | EM in Fribourg/Schweiz                     | Bantam         | hinter Aslambek Fidarow, Serafim Barzakow, Bulgarien, Arif Abdullayev, Aserbaidschan u. Anuchawan Sahakjan, Armenien |
| 1995 | 3.    | WM in Atlanta                              | Bantam         | hinter Terry Brands, USA u. Guivi Sissaouri, Kanada, vor Tserenbaataryn Tsogtbajar, Mongolei u. Aslambek Fidarow |
| 1996 | 1.    | „Yasar-Dogu“-Memorial in Ankara            | Bantam         | vor Tserenbaataryn Tsogtbajar u. Artur Fidarow, Kasachstan |
| 1996 | 2.    | EM in Budapest                             | Bantam         | hinter Serafim Barzakow, vor Arif Abdullayew, Bogdan Ciufulescu, Rumänien u. Schamil Daibegow, Russland |
| 1996 | 4.    | OS in Atlanta                              | Bantam         | mit einer Niederlage gegen Ri Yong Sam, Nordkorea, Siegen über Talata Embale, Guinea-Bissau, Michele Liuzzi, Italien, Arif Abdullayew, Alexander Gusow, Belarus u. Šaban Trstena, Makedonien u. einer weiteren Niederlage gegen Ri Yong Sam |
| 1997 | 1.    | „Yasar-Dogu“-Memorial in Ankara            | Bantam         | vor Ismail Zurnacci u. Fikret Aker, bde. Türkei, Tadeusz Kowalski u. Serif Kama, Türkei |
| 1997 | 15.   | EM in Warschau                             | Bantam         | nach Niederlagen gegen Musa Saidubaratow, Ukraine u. Murad Umachanow, Russland |
| 1997 | 1.    | Mittelmeer-Spiele in Bari                  | Bantam         | vor Konstantin Kessanidis, Griechenland u. Mohamed Amine Benhammadi, Algerien |
| 1997 | 13.   | WM in Krasnojarsk                          | Bantam         | mit Siegen über Ruslan Madschinow, Kirgisistan u. Michail Tschernow, Ukraine u. Niederlagen gegen Jung Jin-Hyuk, Südkorea u. Arif Abdullayew                                                                                                |
| 1998 | 1.    | „Yasar-Dogu“-Memorial in Ankara            | Bantam         | vor Oyunbek, Mongolei u. Mohamed Ali Ganjabi, Iran |
| 1998 | 8.    | EM in Bratislava                           | Bantam         | nach Niederlage gegen Alexander Gusow, Siegen über Besik Aslanaschwili, Griechenland u. Tadeusz Kowalski, Polen u. einer Niederlage gegen Adrian Stratu, Rumänien                                                                           |
| 1998 | 2.    | Goodwill-Games in New York                 | Bantam         | hinter Mohammad Talaee u. vor Anthony Purler, USA u. Hassan Dschamatow, Russland |
| 1998 | 2.    | WM in Teheran                              | Bantam         | mit Siegen über Murad Umachanow, Russland, Sanshiro Abe, Japan, Murat Mambetow, Kasachstan u. Guivi Sissaouri u. einer Niederlage gegen Alireza Dabir, Iran                                                                                 |
| 1999 | 1.    | „Yasar-Dogu“-Memorial in Ankara            | Bantam         | vor Otar Tuschischwili, Georgien, Matwei Matweijew, Russland u. Aurel Cimporeanu, Rumänien |
| 1999 | 1.    | EM in Minsk                                | Bantam         | mit Siegen über Gordan Nikolow, Makedonien, Zsolt Markus, Ungarn, Otar Tuschischwili, Georgien u. Michele Liuzzi, Italien |
| 1999 | 1.    | WM in Ankara                               | Bantam         | mit Siegen über Octavian Cuciuc, Republik Moldau, Tadeusz Kowalski, Asset Mambetow, Kasachstan, Eric S. Guerrero, USA, Martin Berberjan, Armenien u. Alireza Dabir                                                                          |
| 2000 | 1.    | „Yasar-Dogu“-Memorial in Ankara            | Bantam         | vor Petru Toarcă, Rumänien u. Alexander Kaliwanow, Russland |
| 2000 | 15.   | OS in Sydney                               | Bantam         | mit Sieg über Octavian Cuciuc, Niederlage gegen Damir Sachartinow, Usbekistan u. kampfloser Niederlage gegen Murad Ramasanow, Russland |
| 2001 | 30.   | WM in Sofia                                | Bantam         | nach Niederlagen gegen Əbil İbrahimov, Aserbaidschan u. Hiroki Sekikawe, Japan |
| 2004 | 20.   | OS in Athen                                | Bantam         | nach Niederlagen gegen Martin Berberjan u. Amiran Kartanow, Griechenland u. einer kampflosen Niederlage gegen O Song Nam, Nordkorea |

Anm.: OS = Olympische Spiele, WM = Weltmeisterschaft, EM = Europameisterschaft. Alle Wettbewerbe im freien Stil. Bantamgewicht bis 1996 bis 57 kg, von 1998 bis 2001 bis 58 kg und ab 2002 bis 55 kg Körpergewicht